# قائمة لهجات إسبانية
- الإسبانية المعيارية التي تجمع بين غالبية اللهجات الإسبانية بشكل رسمي وللاستخدام الرسمي.[1]

## إسبانيا
(تسمى إسبانية أوروبية)
- إسبانية أندلسية
- إسبانية كنارية
- إسبانية قشتالية
- إسبانية مرسية

## جبل طارق
- يانيتو

## الأميركيتين
إسبانية أميركية
- إسبانية كاريبية
  - إسبانية كوبية
  - إسبانية دومنيكانية
  - إسبانية بويرتو ريكية
- إسبانية أميركا الوسطى
  - إسبانية بانامية
  - إسبانية السالفادور
    - كاليجة
- أميركا الجنوبية
  - إسبانية الأمازون
  - إسبانية تشيلية
    - إسبانية تشيلوتي

  - إسبانية كولومبية
  - إسبانية بيرو
  - إسبانية ريو بلاتينسيه (في الأرجنتين والأوروغواي)
  - إسبانية فنزويلية
- أميركا الشمايلة
  - إسبانية مكسيكية
  - إسبانية في الولايات المتحدة
    - إسبانية نيومكسيكية

## إفريقيا
- إسبانية مغربية
- إسبانية غينية

## آسيا
- إسبانية في الفلبين

## لهجات أخرى
- لغة لادينو لغة اليهود السيفاردية الذين خرجوا من إسبانيا إثر خروج العرب من الأندلس.